# Angelika Schmidt-Koddenberg
Angelika Schmidt-Koddenberg (geborene Schmidt; * 1955) ist eine deutsche emeritierte Soziologin und Hochschullehrerin mit Forschungsschwerpunkten im Bereich sozialer Ungleichheiten, insbesondere den Themen Migration und Integration, Bildungsaufstieg, Geschlechterverhältnisse sowie Öffentliches Engagement von Frauen.

## Beruflicher Werdegang
Angelika Schmidt studierte von 1974 bis 1980 Volkswirtschaftslehre und Soziologie an der Universität zu Köln. 1988 promovierte sie an derselben Hochschule in Wirtschafts- und Sozialpsychologie mit einer Dissertation zum Thema Akkulturation von Migrantinnen. Eine Studie zur Bedeutsamkeit sozialer Vergleichsprozesse zwischen deutschen und türkischen Frauen.
Ab 1981 war sie im Rahmen hochschulischer und außeruniversitärer Forschung an der Universität Köln, der Gesamthochschule Essen, der Katholischen Hochschule Nordrhein-Westfalen (KatHO NRW) und dem Forschungsinstitut des TÜV Rheinland tätig. Von 1991 bis 1994 übte sie freiberufliche Tätigkeiten für Frauenverbände und in der Erwachsenenbildung aus. Von 1994 bis 1995 war sie assoziierte Kollegiatin des DFG-Graduiertenkollegs „Geschlechterverhältnis und sozialer Wandel. Handlungsspielräume und Definitionsmacht von Frauen“ an der Universität Dortmund und 1995 bis 1996 Projektleiterin des Bundesmodellprojekts „Frauen ins politische Ehrenamt“ der Jakob-Kaiser-Stiftung in Königswinter, das insbesondere auf Frauen in den neuen Bundesländern zielte.
Seit 1997 war Angelika Schmidt-Koddenberg als Professorin für Soziologie an der Katholischen Hochschule Nordrhein-Westfalen tätig, zunächst an der Abteilung Aachen und ab 2004 an der Abteilung Köln. Von 2000 bis 2004 amtierte sie als Prorektorin dieser Hochschule, von 2004 bis 2006 als Prorektorin für Forschung und Weiterbildung. Als Prorektorin war sie Mitbegründerin und langjähriges Vorstandsmitglied der Kölner Wissenschaftsrunde (KWR), eines Zusammenschlusses Kölner Hochschul- und Forschungseinrichtungen. Von 2006 bis 2019 war sie Sprecherin des Forschungsschwerpunkts Gender und Transkulturalität, 2013 umbenannt in Bildung und Diversity und 2021 umgewandelt in das Institut für angewandte Bildungs- und Diversitätsforschung an der Katholischen Hochschule NRW. Zum Ende des Sommersemesters 2021 wurde sie emeritiert.

## Ehrenamtliche Tätigkeiten
Neben ihrer beruflichen Tätigkeit hat sich Schmidt-Koddenberg in zahlreichen Sozial- und Frauenverbänden ehrenamtlich engagiert, u. a. im Netzwerk Frauen- und Geschlechterforschung NRW, im Deutschen Akademikerinnenbund, in der gesellschaftspolitischen Kommission des KDFB-Bundesverbands und als Vorsitzende von INVIA Köln e. V.
Von 2021 bis 2023 war sie Präsidentin des Zonta-Clubs Köln.

## Privates
Angelika Schmidt-Koddenberg ist verheiratet mit dem Pädagogen und Erwachsenenbildner Kurt Koddenberg, Mutter zweier Söhne und lebt in Köln.

## Ehrungen
Angelika Schmidt-Koddenberg wurde aufgrund ihres vielfältigen Engagements im hochschulischen und ehrenamtlichen Kontext zur Verbesserung der gesellschaftlichen und politischen Partizipation von Frauen 2009 mit dem Bundesverdienstkreuz ausgezeichnet.

## Forschungsprojekte (Auswahl)
- 2003–2004: Weibliche Führungskräfte. Anforderungen im sozialen Dienstleistungsbereich
- 2005–2008: Transkulturelles und interreligiöses Lernhaus der Frauen
- 2006–2008: Kulturelle Vielfalt als Impuls für Entwicklung und Wachstum: Wertschöpfung durch Wertschätzung
- 2009–2010: Chancen der Vielfalt nutzen lernen
- 2010–2011: Eminas Arbeitsplatz
- 2009–2012: Partnerschaften für Toleranz und Integration
- 2015–2019: Studienpionier*innen: Wege ins Studium – individuelle und gesellschaftliche Herausforderungen
- 2019–2022: First Generation Studierende begleiten: Teilhabe durch Kompetenzstärkung

## Veröffentlichungen
- Hrsg. mit Verena Klomann: Studienpionier:innen und Soziale Arbeit. Motive, Herausforderungen und gesellschaftliche Konsequenzen. Springer-Verlag GmbH, Wiesbaden 2023, ISBN 978-3-658-40639-4.
- Identitätsentwicklung im Kontext von gesellschaftlicher Pluralität und Wandel. In: Bundesgemeinschaft Evangelische Jugendsozialarbeit e. V. (Hrsg.): Persönlichkeitsentwicklung junger Menschen. Beiträge der Jugendsozialarbeit 1/2018, S. 10–19.
- mit Melanie Behrens und Petra Ganß: Berufsorientierung in einer postmodernen, diversitätsgeprägten Gesellschaft. Ein Beitrag zu einer differenzierten Sicht auf Berufsorientierungsprozesse und berufswahlunterstützende Maßnahmen. In: Tim Brüggemann, Katja Driesel-Lange, Christian Weyer (Hrsg.): Instrumente zur Berufsorientierung. Pädagogische Praxis im wissenschaftlichen Diskurs. Waxmann, Münster 2017, S. 21–38.
- Hrsg. mit Veronika Fischer, Marianne Genenger-Stricker: Soziale Arbeit und Schule. Diversität und Disparität als Herausforderung. Wochenschau Verlag, Schwalbach/Ts. 2016; darin S. 17–64: Bildung für die Zukunft - Bedingungen und Anforderungen.
- Mit Brigitte Hasenjürgen, Marianne Genenger-Stricker: Zur Bildungssituation von eingewanderten "Roma". In: Migration und Soziale Arbeit. Jg. 36, Nr. 2, S. 150–157.
- Mit Simone Zorn: Zukunft gesucht! Berufs- und Studienorientierung in der Sek. Verlag Barbara Budrich, Opladen 2012.
- "Eminas Arbeitsplatz" – Eine Initiative zur beruflichen Partizipation von Frauen mit Migrationshintergrund. In: Journal Netzwerk Frauen- und Geschlechterforschung NRW. Nr. 28, 2011, S. 31–36.
- Hrsg. mit Marianne Genenger-Stricker, Brigitte Hasenjürgen: Transkulturelles und interreligiöses Lernhaus der Frauen. Ein Projekt macht Schule. Verlag Barbara Budrich, Opladen 2009.
- mit Alla Koval, Simone Tempel und Marion Gemende: "Kulturelle Vielfalt für Entwicklung und Wachstum: Wertschöpfung durch Wertschätzung". Ergebnisse der Projektevaluation. In: Bundesministerium für Familie, Senioren, Frauen und Jugend (Hrsg.): Kulturelle Vielfalt als Impuls für Entwicklung und Wachstum: "Wertschöpfung durch Wertschätzung". Ergebnisse der Projektevaluation. 2009.
- mit Susanne da Silva Antunes und Marianne Genenger-Stricker: Von der Migrationssozialarbeit zur Integrationsarbeit. Ergebnisse der NRW-weiten Evaluationsstudie ProMigra. Köln 2007.
- Weibliche Führungskräfte im Berufsfeld Soziale Arbeit. Ein Beitrag zur Machtfrage. In: Brigitte Hasenjürgen, Christiane Rohlder (Hrsg.): Geschlecht im sozialen Kontext. Perspektiven für die Soziale Arbeit. Barbara Budrich Verlag, Opladen, Farmington Hills 2005, S. 145–178.
- Persönliche Entwicklung in der Qualifizierung zu öffentlichem Engagement – Evaluation politischer Frauenbildung. In: Hedwig Roos-Schumacher (Hrsg.): Kompetent in die Öffentlichkeit. Frauen auf dem Weg in die BürgerInnenGesellschaft. Leske + Budrich, Opladen 2001, S. 177–217.
- Kompetent in die Öffentlichkeit. Ein Kursprogramm für engagierte Frauen. – Evaluationsbericht. Hrsg.: Bildungswerk der Erzdiözese Köln, Köln 2000.
- Frauen mischen sich öffentlich ein. Modellprojekt zur politischen Bildungsarbeit mit Frauen aus Ost- und Westdeutschland. In: Praxis politische Bildung. Heft 2/1999, S. 85–94.
- Frauenbildungsarbeit an der Kölner VHS. In: Kölner Frauengeschichtsverein (Hrsg.): "10 Uhr pünktlich Gürzenich". Hundert Jahre bewegte Frauen in Köln. Agenda Verlag, Münster 1995, S. 370–377.
- Zur Entwicklung von katholischer Frauenverbandsarbeit. In: Informationen für die Frau. 43/1994, Heft 2, S. 22–23.
- Mit Helga Oberloskamp, Ernst Zieris: Hauptamtliche Betreuer und Sachverständige. Ausbildungs- bzw. Anforderungsprofil im neuen Betreuungsrecht. Hrsg.: Bundesministerium der Justiz, Verlag Bundesanzeiger, Köln 1992.
- Mit Barbara Bau-van der Straeten: KFD-Mitglieder-Umfrage '91. Eine Analyse der Mitgliederstruktur nach verbandlichen und sozialen Aspekten. Düsseldorf 1992.
- Soziale Vergleichsprozesse von in- und ausländischen Frauen. Ein Beitrag zur Operationalisierung von 'sozialer Identität'. In: Schlüter, Stahr (Hrsg.): Wohin geht die Frauenforschung? Böhlau Verlag, Köln 1990, S. 79–93.
- Akkulturation von Migrantinnen. Eine Studie zur Bedeutsamkeit des sozialen Vergleichs von Türkinnen mit deutschen Frauen. Leske Verlag, Opladen 1989 (Dissertation).
- Mit Lorenz Fischer: Institutionalisierte Treffpunkte für ausländische Frauen und Mädchen. Wirkungen auf die Eingliederung. Forschungsbericht an die VW-Stiftung. Köln 1987.
- Ausländerinnen im Gespräch. Dokumentation und Analyse von Maßnahmen zur Verbesserung der Lebenssituation ausländischer Frauen. Hrsg.: Minister für Arbeit, Gesundheit und Soziales des Landes NRW, Düsseldorf 1984.